# Aniol Rafel i Borrell
Aniol Rafel i Borrell (Barcelona, 1977) és un editor català. Va estudiar un Màster en edició a la UAB (2006) i s'ha format en escriptura creativa a l'Escola d'Escriptura de l'Ateneu Barcelonès. Ha exercit de llibreter, de lector professional, de corrector d'estil i ortotipogràfic, de traductor, de tècnic editorial, d'assistent editorial, d'editor i de director literari.
L'any 2012 funda l'editorial independent Edicions del Periscopi per tal de seleccionar i editar per al lector en català obres contemporànies que destaquin pel seu valor literari, així com fer de lligam entre importants veus narratives i els lectors que busquen una referència que els aporti la seguretat d'una experiència lectora gratificant i plena en català. Des d'aleshores, Periscopi s'ha consolidat com una editorial de referència dins el panorama literari i editorial independent, obtenint sis premis Llibreter (2014, 2015, 2018, 2020 i 2022), un premi Òmnium a la millor novel·la de l'any (2018) i un premi de la Crítica de narrativa catalana (2022).
L'any 2016 va ser guardonat amb el Memorial Fernando Lara, atorgat per la Cambra del Llibre de Catalunya en reconeixement de la trajectòria professional d'un empresari o gestor jove del sector del llibre.